# Серафимовка (Башкортостан)
Серафимовка (баш. Серафимовка) — село в Туймазинском районе Башкортостана, входит в состав Серафимовского сельсовета.

## Население
| 2002 | 2009 | 2010 |
| ---- | ---- | ---- |
| 159  | ↗193 | ↗209 |

Национальный состав
Согласно переписи 2002 года, преобладающие национальности — русские (67 %), башкиры (28 %). Согласно переписи 2020 года проживают русские, башкиры, армяне.

## Известные уроженцы, жители
- Виталий Анварович Байков (род. 24 февраля 1955, Серафимовка) — ученый-математик, учитель высшей школы. Доктор физико-математических наук (1991), профессор (1992), заслуженный деятель науки Республики Башкортостан (1997)[1].

## Географическое положение
Расстояние до:
- районного центра (Туймазы): 28 км,
- центра сельсовета (Серафимовский): 3 км,
- ближайшей ж/д станции (Туймазы): 28 км.